# Лука Леццеріні
Лука Леццеріні (італ. Luca Lezzerini, нар. 24 березня 1995, Рим) — італійський футболіст, воротар клубу «Фіорентина».

## Клубна кар'єра
Народився 24 березня 1995 року в місті Рим. Розпочав займатись футболом у невеликих клубах «Рома Рієті» та «Рієті», де його помітив і підписав «Лаціо» до своєї академії у віці 12 років. У 2009 році він перейшов «Фіорентини», яка, незважаючи на його дуже юний вік, додала його до молодіжної команди. Після двох сезонів, протягом яких він обіймав позицію запасного воротаря, він став основним воротарем і залишався ним з 2011 по 2014 рік, коли його буде переведено до основного складу на постійній основі, при тому що ще в сезоні 2013/14 років він обіймав позицію третього воротаря першої команди і 7 разів був у заявці команди на матчі.
1 листопада 2015 року Леццеріні дебютував за «Фіорентину», замінивши травмованого Чипріана Тетерушану на 71-й хвилині матчу Серії A проти «Фрозіноне». Втім, закіріпитись у рідній команді Лука не зумів, зігравши лише 4 грив усіх турнірах, через 18 січня 2017 року був відданий в оренду до «Авелліно» з правом викупу за 450 000 євро. Незважаючи на те, що молодий воротар за новий клуб зіграв лише один раз, в кінці сезону «Авелліно» викупило контракт гравця, підписавши з ним трирічну угоду. У сезоні 2017/18 він зіграв усі 42 матчі у Серії B, чим зацікавив інші клуби.
19 липня він підписав трирічний контракт з «Венецією», яка заплатила 900 000 євро за гравця. Відіграв за венеціанський клуб наступні чотири сезони своєї ігрової кар'єри. З «Венецією» він вийшов до Серії А у 32021 році через плей-оф (де не грав), а через кілька днів продовжив свій контракт до 2024 року. У вищому дивізіоні він зіграв лише 6 матчів через численні проблеми зі здоров'ям, які змусили його завершити сезон вже в лютому.
30 червня 2022 року уклав контракт з «Брешією», у складі якого провів наступні три роки своєї кар'єри гравця. Більшість часу, проведеного у складі «Брешії», був основним голкіпером команди і загалом провів 80 матчів та пропустив 102 голи в усіх турнірах. Наприкінці сезону 2024/25 покинув команду разом з усіма іншими гравцями через банкрутство і розформування клубу.
1 серпня 2025 року Леццеріні повернувся до рідної «Фіорентини» після 8 років перерви, підписавши контракт на три роки.

## Виступи за збірні
2010 року Леццеріні зіграв три матчі за збірну Італії серед гравців до 16 років. У 2010-2012 роках він у 17 матчах захищав ворота юнацької збірної Італії (U-17), а у 2012 та 2013 роках Леццеріні провів чотири матчі у складі збірної Італії до 19 років. Загалом на юнацькому рівні взяв участь у 23 іграх, пропустивши понад 30 голів.

## Статистика виступів

### Статистика клубних виступів
Станом на 1 серпня 2025
| Сезон                  | Команда                | Чемпіонат              | Чемпіонат | Чемпіонат | Національний кубок | Національний кубок | Національний кубок | Континентальні кубки | Континентальні кубки | Континентальні кубки | Інші змагання | Інші змагання | Інші змагання | Усього | Усього |
| Сезон                  | Команда                | Ліга                   | Ігор      | Голів     | Ліга               | Ігор               | Голів              | Ліга                 | Ігор                 | Голів                | Ліга          | Ігор          | Голів         | Ігор   | Голів  |
| ---------------------- | ---------------------- | ---------------------- | --------- | --------- | ------------------ | ------------------ | ------------------ | -------------------- | -------------------- | -------------------- | ------------- | ------------- | ------------- | ------ | ------ |
| 2015–16                | «Фіорентина»           | A                      | 2         | -3        | КІ                 | 0                  | 0                  | ЛЄ                   | 0                    | 0                    | -             | -             | -             | 2      | -3     |
| 2016-січ. 2017         | «Фіорентина»           | A                      | 1         | 0         | КІ                 | 0                  | 0                  | ЛЄ                   | 1                    | -3                   | -             | -             | -             | 2      | -3     |
| січ.-черв. 2017        | «Авелліно»             | B                      | 1         | -4        | КІ                 | -                  | -                  | -                    | -                    | -                    | -             | -             | -             | 1      | -4     |
| 2017–18                | «Авелліно»             | B                      | 20        | -33       | КІ                 | 0                  | 0                  | -                    | -                    | -                    | -             | -             | -             | 20     | -33    |
| Усього за «Авелліно»   | Усього за «Авелліно»   | Усього за «Авелліно»   | 21        | -37       |                    | 0                  | 0                  |                      | -                    | -                    |               | -             | -             | 21     | -37    |
| 2018–19                | «Венеція»              | B                      | 4         | -6        | КІ                 | 1                  | -1                 | -                    | -                    | -                    | -             | -             | -             | 5      | -7     |
| 2019–20                | «Венеція»              | B                      | 34        | -33       | КІ                 | 2                  | -4                 | -                    | -                    | -                    | -             | -             | -             | 36     | -37    |
| 2020–21                | «Венеція»              | B                      | 21        | -18       | КІ                 | 0                  | 0                  | -                    | -                    | -                    | -             | -             | -             | 21     | -18    |
| 2021–22                | «Венеція»              | A                      | 6         | -9        | КІ                 | 2                  | -3                 | -                    | -                    | -                    | -             | -             | -             | 8      | -12    |
| Усього за «Венеція»    | Усього за «Венеція»    | Усього за «Венеція»    | 65        | -66       |                    | 5                  | -8                 |                      | -                    | -                    | -             | -             | -             | 70     | -74    |
| 2022–23                | «Брешія»               | B                      | 16        | -24       | КІ                 | 0                  | 0                  | -                    | -                    | -                    | -             | -             | -             | 16     | -24    |
| 2023–24                | «Брешія»               | B                      | 25+1      | -25 + -4  | -                  | -                  | -                  | -                    | -                    | -                    | -             | -             | -             | 26     | -29    |
| 2024–25                | «Брешія»               | B                      | 37        | -48       | КІ                 | 1                  | -1                 | -                    | -                    | -                    | -             | -             | -             | 38     | -49    |
| Усього за «Брешія»     | Усього за «Брешія»     | Усього за «Брешія»     | 78+1      | -97 + -4  |                    | 1                  | -1                 |                      | -                    | -                    | -             | -             | -             | 80     | -102   |
| 2025–26                | «Фіорентина»           | A                      | -         | -         | КІ                 | -                  | -                  | ЛК                   | -                    | -                    | -             | -             | -             | -      | -      |
| Усього за «Фіорентину» | Усього за «Фіорентину» | Усього за «Фіорентину» | 3         | -3        |                    | 0                  | 0                  |                      | 1                    | -3                   |               | -             | -             | 4      | -6     |
| Усього за кар'єру      | Усього за кар'єру      | Усього за кар'єру      | 168       | –7        |                    | 6                  | -9                 |                      | 1                    | -3                   |               | -             | -             | 175    | -219   |